# Cephalaria integrifolia
Cephalaria integrifolia är en tvåhjärtbladig växtart som beskrevs av Diana Margaret Napper. Cephalaria integrifolia ingår i släktet jätteväddar, och familjen Dipsacaceae. Inga underarter finns listade i Catalogue of Life.